# Pterolophia sassensis
Pterolophia sassensis là một loài bọ cánh cứng trong họ Cerambycidae.